# Louis-Charles Couturier
Pour les articles homonymes, voir Couturier.
Louis-Charles Couturier, né le 12 mai 1817 à Chemillé-sur-Dême et mort le 29 octobre 1890 à Solesmes, est un moine bénédictin français, abbé de l'abbaye Saint-Pierre de Solesmes et président de la congrégation de Solesmes.

## Biographie
Couturier est né dans la commune de Chemillé-sur-Dême, Indre-et-Loire, en 1817. Jeune garçon, il se sentit appelé à servir comme prêtre catholique et fit ses études au petit séminaire de Combrée en Anjou et au grand séminaire d'Angers, après quoi il fut ordonné prêtre le 12 mars 1842. Après avoir enseigné l'histoire à Combrée de 1836 à 1854, il entre au monastère bénédictin Saint-Pierre de Solesmes, alors nouvellement restauré par l'abbé Prosper Guéranger, de l'ordre des bénédictins.
Guéranger nomma Couturier maître des novices un mois après sa profession religieuse en 1855, et vers la fin de 1861 il le nomma prieur du monastère. À la mort de Guéranger, Couturier est élu à l'unanimité pour lui succéder comme abbé (11 février 1875). Le pape Pie IX le nomma consulteur de la Sacrée Congrégation de l'Index et lui accorda, ainsi qu'à ses successeurs, le privilège de porter la cappa magna.
Couturier et ses moines sont expulsés de force de leur monastère par le gouvernement, le 6 novembre 1880, en vertu des lois anticléricales de la Troisième République française. Plus tard, après avoir tenté de le réoccuper, ils en sont chassés une seconde fois le 29 mars 1882. Pendant le reste de la vie de Couturier, la communauté vécut dans trois maisons distinctes de la ville de Solesmes, utilisant l'église paroissiale de la ville comme église abbatiale.
Couturier encouragea les écrivains parmi ses moines, et restaura des monastères anciens et déserts, tout en encourageant les fondations faites par Guéranger. Le 28 mars 1876, il élève le prieuré Sainte-Marie-Madeleine de Marseille à la dignité d'abbaye ; en 1880, il restaure et repeuple l'abbaye de Santo Domingo de Silos en Espagne ; en juillet 1889, il fonde le prieuré Saint-Paul à Wisques, dans le diocèse d'Arras ; et le 15 septembre 1890, peu avant sa mort, il rouvre l'ancienne abbaye de Glanfeuil dans le diocèse d'Angers, désertée depuis la Révolution française.

## Œuvres
Les travaux littéraires de Couturier se résument principalement sa collaboration à la publication des Actes des martyrs, une traduction française des Actes des martyrs du début de l'ère chrétienne à nos jours. La troisième édition de l'ouvrage parut en quatre volumes (Paris, 1900).